# Chipaya
La llengua chipaya (autoglotònim chipay taqu) és parlada per prop de dues mil persones a les províncies de Carangas i Sabaya, departament d'Oruro, (Bolívia).
Des de la promulgació del decret suprem Núm. 25894 l'11 de setembre de 2000 l'uru-chipaya és una de les llengües indígenes oficials de Bolívia, el que va ser inclòs a la Constitució Política en ser promulgada el 7 de febrer de 2009.
El cens de 2001, a la zona de Santa Ana de Chipaya, va registrar 1568 parlants; d'ells 332 de 4 a 9 anys d'edat; 400, de 10 a 19; 277, de 20 a 29; 163, de 30 a 39; finalment 166, de 40 a 49. La majoria dels chipaya parla també el castellà i generalment, els adults empren l'aimara.
Des del any 2012 s'han emprat diferents maneres de preservar l'idioma,entre una d'elles és la implementació de l'idioma chipaya en l'aprenentatge escolar, tal com ho dicta la constitució de l'estat bolivià en les localitats pròximes la salar de Coipasa i el llac Uru, com a Santa Ana de Chipaya. L'Organització de la Nació Uru-Chipaya i l'Institut Tècnic de la Nació Uru-Chipaya van determinar que li entre el 80-70% dels pertanyents a l'ètnia uru parlaven la llengua originària chipaya.

## Classificació
S'ha provat que l'idioma chipaya es relaciona estretament amb l'uruquilla (uchun maa taqu), llengua original dels uros i s'ha integrat amb seguretat un grup designat per diversos experts com família lingüística uru-chipaya. Uns altres han suggerit relacionar aquest grup amb el puquina en una sola família i alguns consideren el parentiu de totes aquestes llengües amb la família arawak. Alfredo Torero Fernández de Córdova va demostrar que fins al present no s'ha demostrat relació genètica entre les llengües uru-chipaya i l'arawak ni entre l'uru-chipaya i el puquina, el quítxua o l'aimara i va considerar hipotèticament que la separació d'uruquilla i chipaya es va produir cap al 200 aC. Recentment diversos chipaya van poder escoltar i entendre sense major problema un enregistrament dels últims parlants d'uruquilla de la comunitat uros d'Irohito, realitzada en 1980 i va quedar demostrada una certa intel·ligibilitat entre totes dues llengües.

## Descripció lingüística

### Fonologia
- En el quadre 1, es presenta l'inventari consonàntic del chipaya (Cerrón-Palomino, 2009:35):

|            |               | Bilabials | Dentals | Alveolars | Palatals | Palatals | Vetllessis | Vetllessis | Postvelares | Postvelares |
|            |               | Bilabials | Dentals | Alveolars | [-ret]   | [+ret]   | [-lab]     | [+lab]     | [-lab]      | [+lab]      |
| Oclusives  | Simples       | p         | t       |           |          |          | k          | kw         | q           | qw          |
| Oclusives  | Aspirades     | ph        | th      |           |          |          | kh         |            | qh          |             |
| Oclusives  | Glotalitzades | p'        | t'      |           |          |          | k'         |            | q'          |             |
| Africades  | Simples       |           |         | ts        | č        | ĉ        |            |            |             |             |
| Africades  | Aspirades     |           |         | tsh       | čh       | ĉh       |            |            |             |             |
| Africades  | Glotalitzades |           |         | ts'       | č'       | ĉ'       |            |            |             |             |
| Fricatives | Fricatives    |           | ş       | s         |          | ŝ        | x          | xw         | χ           | χw          |
| Nasals     | Nasals        | m         | n       |           | ñ        |          | ŋ          |            |             |             |
| Laterals   | Laterals      |           | l       |           | λ        |          | ɫ          |            |             |             |
| Vibrant    | Vibrant       |           | r       |           |          |          |            |            |             |             |
| semivocals | semivocals    | w         |         |           | i        |          |            |            |             |             |

- Unes certes africades tenen la funció de síl·laba inicial.[7] Hi ha oposició entre consonants oclusives simples, aspirades i glotalizadas. El chipaya registra, a més, dos ordres més de consonants africades: les alveolars i les palatals retroflexas en les seves sèries simples i laringalizadas. Com assenyala Cerrón-Palomino (2009: 36), aquí radica, precisament, una de les tantes peculiaritats fòniques de la llengua, que la diferencien de les seves veïnes aimara i quítxua. En el chipaya s'han registrat també variants fonètiques per a les dones.[8]
- En el quadre 2, es presenta el sistema vocàlic del chipaya. Com es pot observar, es tracta d'un sistema pentavocálico semblança al del castellà, però que, a diferència d'aquest, distingeix entre vocals breus i llargues, amb la qual cosa el sistema es duplica a 10 fonemes vocàlics (Cerrón-Palomino, 2009: 38):

|           | Anteriors | Anteriors | Centrals | Centrals | Posteriors | Posteriors |
| Quantitat | Breu      | Llarga    | Breu     | Llarga   | Breu       | Llarga     |
| Altes     | i         | i:        |          |          | o          | o:         |
| Mitjanes  | e         | e:        |          |          | o          | o:         |
| Baixes    |           |           | a        | a:       |            |            |

### Morfologia
Quant als trets morfològics del chipaya, es pot assenyalar el següent (basat en Cerrón-Palomino, 2009: 47-67):
- El chipaya és una llengua aglutinant, amb marcada tendència cap a la fusió. Presenta múltiples sufixs i també alguns prefixs que es troben en procés d'obsolescència. En (1), s'il·lustra el grau de complexitat interna que pot tenir una paraula chipaya:

| (1) | zat-s-qat-iñ-t-ki                                    |
|     | córrer-RFL-CAUS-HAB-VBL-TOP                          |
|     | ‘jo sóc el que fa córrer’ (Cerrón-Palomino, 2009:47) |

- En el chipaya, es distingeixen tres categories bàsiques d'arrels: l'arrels nominals, les arrels verbals i les partícules. Dins de la categoria d'arrels nominals, Cerrón-Palomino (2009:49) distingeix les següents subclasses: noms, p. ex. zhoñi 'home', zqala 'sembrat'; pronoms, p. ex. wer ‘jo’, am ‘tu’; adjectius, p. ex. ljok ‘vermell’, zona ‘mans'; numerals, p. ex. tshii ‘un’ pizk ‘dos'; i adverbis, p. ex. tonje ‘avui’, teqzi ‘aquí’. Quant a les arrels verbals, es distingeixen quatre subclasses: verbs intransitivos, p. ex. thaz ‘riure’, phalan ‘suar’; verbs transitius, p. ex. trak ‘colpejar’, kon ‘matar’; verbs ditransitivos, p. ex. toj ‘repartir’, maz ‘narrar’; i verbs copulatius, p. ex. zhel ‘estar, haver-hi'. Quant a les partícules, corresponen a aquesta classe aquelles arrels que, semànticament, constitueixen adverbis d'afirmació o negació, conjuncions, exclamacions, interjeccions i salutacions, com p. ex. ana ‘no’, uzh ‘o’.
- Respecte a la morfologia nominal, el nom chipaya presenta processos de flexió de gènere (es distingeixen dos gèneres: femení i masculí, p. ex. azn-i ‘burra’, aznu ‘ruc’), número (singular i plural, p. ex. zhoñi 'home', zhoñi-naka ‘homes'), i cas. A continuació, es presenta el sistema de casos del chipaya, seguit d'alguns exemples.

| Nominatiu              | -ø                 |
| Genitiu                | -t ~ - ø ~ -(i)zh  |
| Acusatiu               | -ø                 |
| Datiu/ilatiu           | -kiz(i) ~ - kin(a) |
| Benefactiu             | -(ta)-japa         |
| Instrumental/comitatiu | -tan(a)            |
| Locatiu                | -kiz(i) ~ -kin(a)  |
| Ablatiu                | -kiztan(a)         |
| Limitatiu              | -kama              |
| Causal                 | -layku             |
| Comparatiu             | -zhta              |

| (2) | tii                                                     | aznu-ki   | Huwan-zh-ta  |
|     | aquest                                                  | burro-TOP | Juan-GEN-VBL |
|     | ‘Aquest burro (és) de Juan.’ (Cerrón-Palomino, 2009:54) |           |              |

| (3) | am                                               | palas-kiz | qam-tra   |
|     | tu                                               | plaça-LOC | viure-DCL |
|     | ‘Tu vius a la plaça.’ (Cerrón-Palomino, 2009:55) |           |           |

- Quant a la morfologia verbal, el verb chipaya presenta diferents tipus de processos flexius, a saber: flexió de persona (primera, segona, tercera i quarta persona o persona inclusiva), flexió de temps-aspecte (present absolut, present habitual, passat imperfectivo, passat perfectivo i futur), flexió de manera (indicatiu, optatiu i imperatiu) i subordinació. Quant a la subordinació, el chipaya presenta un sistema de cinc subordinadores que marquen la correferència o no, [+corr, -corr], entre els subjectes de la clàusula principal i la clàusula subordinada, així com la relació temporal entre els verbs de totes dues clàusules en termes de simultaneïtat, [+sim, -sim]. En el quadre 4, es presenta el sistema de subordinadores del chipaya, seguit d'alguns exemples:

| -kan(a) | [+ corr, + sim] |
| -an(a)  | [- corr, + sim] |
| -zhku   | [+ corr, - sim] |
| -tan(a) | [- corr, - sim] |
| -a      | [+ corr, - sim] |

| (4) | qaa-kani                                           | oqh-chi-trai |  |
|     | plorar-SUB                                         | anar-PAS-DCL |  |
|     | ‘Plorant se'n va anar.’ (Cerrón-Palomino, 2009:62) |              |  |

| (5) | wer                                                                    | cher-ani  | uri   | zat-chi-n-traj   |
|     | jo                                                                     | veure-SUB | ràpid | córrer-PAS-1-DCL |
|     | ‘Quan em va veure, vaig córrer ràpidament.’ (Cerrón-Palomino, 2009:62) |           |       |                  |

- El chipaya presenta, a més, un conjunt de sufixos independents que es classifiquen en vuit subclasses: sufixos enunciatius, que expressen enunciats de contingut informatiu, de caràcter emotiu o fins i tot amb matisos de sorpresa; sufixos modals, que expressen diferents modalitats epistémicas (indefinit, hipotètic i conjectural); sufixos evidenciales, que expressen valors que responen a la font de dades (assertiu i reportativo); sufixos interrogatius, que marquen interrogació (corroboratiu i informatiu); sufixos concordants, que estableixen una relació de concordança entre el subjecte participant de l'oració i l'element que els porta; sufixos connectors, que estableixen una relació entre un enunciat i un altre dins del discurs; sufixos emfàtics, que poden expressar un sentit categòric, corroboratiu o puntualizador; i sufixos afectius, que transmeten un sentiment de simpatia o de compassió.

### Sintaxi
Pel que fa a la sintaxi del chipaya, es pot assenyalar el següent (Cerrón-Palomino, 2009: 67-74):
- L'ordre no marcat de constituents s l'oració és del tipus Subjecte Objecte Verb (SOV), com s'il·lustra en (6):

| (6) | S                                                      | O    | V                |
|     | zhoñi                                                  | qaz  | jwat-chi-tra     |
|     | home                                                   | ànec | colpejar-PAS-DCL |
|     | ‘Un home va caçar un ànec.’ (Cerrón-Palomino, 2009:67) |      |                  |

- La frase nominal es caracteritza estructuralment per estar formada per un nucli, que en aquest cas és un nom, precedit o no d'un o més modificadors, entre els quals es troben: els determinants, els numerals, els adjectius, els atributs, i les clàusules subordinades. Com en tota llengua SOV, aquests modificadors es caracteritzen per precedir sempre al seu nucli, com s'observa en (7):

| (7) | paqh(i)     | qhuya |
|     | gran        | casa  |
|     | ‘casa gran’ |       |

- Segons la naturalesa del predicat, les oracions simples es distingeixen en copulatives, com en (8), i predicatives, com en (9). Segons la seva modalitat, aquestes poden ser declaratives, com en (10), interrogatives, com en (11), exhortatives, etc.

| (8) | am-ki                                              | laa    | zhel-ñ-am-tra   |
|     | tu-TOP                                             | malalt | estar-HAB-2-DCL |
|     | ‘Tú sols estar malalt.’ (Cerrón-Palomino, 2009:70) |        |                 |

| (9) | qiti-ki                                                    | pampi-kin | tik-z-chi-tra     |
|     | guineu-TOP                                                 | pampa-LOC | morir-RFL-PAS-DCL |
|     | ‘La guineu va morir a la pampa.’(Cerrón-Palomino, 2009:71) |           |                   |

| (10) | hazi-ki                                                    | chhizwi | poot-u-tra   | wer-ki |
|      | ara-TOP                                                    | carn    | tallar-1-DCL | jo-TOP |
|      | ‘Ara jo estic tallant la carn’. (Cerrón-Palomino, 2009:71) |         |              |        |

| (11) | ¿am                                         | kintu | ziz-qa-y?      |
|      | tu                                          | contr | saber-INT-CORR |
|      | ‘Saps un conte?’ (Cerrón-Palomino, 2009:71) |       |                |

- En el chipaya, es distingeixen tres tipus d'oracions complexes: oracions juxtaposades, com en (12), oracions coordinades, com en (13), i oracions subordinades, amb verb no-finit (o no conjugat), com en (14), i amb verb finit, com en (15):

| (12) | laa-ki                                                   | ana-zh  | lul-tra,    | ana-zh  | lik-tra   |
|      | malalt-TOP                                               | no-CNCR | menjar-DCL, | no-CNCR | beure-DCL |
|      | ‘El malalt no menja, no beu.’ (Cerrón-Palomino, 2009:72) |         |             |         |           |

| (13) | am-ki                                                           | lul-a-ki-ya            | uzh | thaj-a-ja          |
|      | tu-TOP                                                          | menjar-INCMPL-FUT-CORR | o   | dormir-INCMPL-CNJT |
|      | ‘Tu vas a menjar o potser a dormir.’ (Cerrón-Palomino, 2009:72) |                        |     |                    |

| (14) | wer-ki                                                    | lanz-n-a-tra         | tik-za-ñ-kama   |
|      | jo-TOP                                                    | treballar-INCMPL-DCL | morir-¿?-NML-AL |
|      | ‘Jo treballaré fins que mori.’ (Cerrón-Palomino, 2009:74) |                      |                 |

| (15) | nii                                                  | zhoñi | thon-a-ki-tra        | niki, | ana-l   | oqh-a-tra       |
|      | el                                                   | home  | venir-INCMPL-FUT-DCL | COND  | no-CNCR | anar-INCMPL-DCL |
|      | ‘Si l'home vé, no aniré.’ (Cerrón-Palomino, 2009:74) |       |                      |       |         |                 |